# Alföldi szitakötő
Az alföldi szitakötő (Sympetrum sanguineum) a rovarok (Insecta) osztályának szitakötők (Odonata) rendjébe, ezen belül az egyenlőtlen szárnyú szitakötők (Anisoptera) alrendjébe és a laposhasú acsák (Libellulidae) családjába tartozó faj.

## Előfordulása
Az alföldi szitakötő elterjedési területe egész Európa, továbbá Észak-Afrika és Anatólia. Közép-Európában rendszeresen előfordul és gyakori. Magyarországon igen gyakori faj.

## Megjelenése
Az alföldi szitakötő 3,5–4 centiméter hosszú, szárnyfesztávolsága 5–6 centiméter. A hím teste világító piros, a nőstényé sárga, barna, ritkábban piros; a frissen kibújt imágó mindig világosabb. A potroh hengeres, orsó alakú.

## Életmódja
Az alföldi szitakötő különböző kis felületű vizek lakója. A síkságokon nagyobb tócsák mellett is megtalálható.
Repülési ideje júliustól október közepéig terjed.